# 中小企業金融安定化特別保証制度
中小企業金融安定化特別保証制度（ちゅうしょうきぎょうきんゆうあんていかとくべつほしょうせいど、略称：安定化）は、1998年（平成10年）8月に閣議決定された中小企業等貸し渋り対策大綱に基づいて創設された保証制度。政府は新たに総額30兆円の信用保証枠を創設し、1998年（平成10年）10月1日から2000年（平成12年）3月31日までの期限付きで特別保証制度を設けた。同保証の申込みに際し、信用保証協会の審査が必要であったが、保証要件が緩和されネガティブチェックのみの事実上無審査であったため、金融機関のモラル・ハザードを引き起こしたとの批判も多い。